# قرار مجلس الأمن التابع للأمم المتحدة رقم 1046
قرار مجلس الأمن التابع للأمم المتحدة رقم 1046، الذي تم تبنيه بالإجماع في 13 فبراير 1996، بعد التذكير بالقرارات السابقة بما في ذلك القرار 1027 (1995) بشأن تمديد قوة الأمم المتحدة للانتشار الوقائي حتى 30 مايو 1996، أذن المجلس بزيادة قوامها وضمت قوة الأمم المتحدة 50 فرداً عسكرياً إضافياً لدعم عملياتها.
وأذن المجلس أيضا بإنشاء منصب قائد قوة الأمم المتحدة للانتشار الوقائي، وطلب من الأمين العام أن يقدم بحلول 20 أيار / مايو 1996 تقريراً عن الحالة في المنطقة والمسائل المتعلقة بقوة الأمم المتحدة للانتشار الوقائي.

## روابط خارجية
- نص القرار في undocs.org